# جایزه بزرگ بلژیک ۱۹۷۹
جایزه بزرگ بلژیک ۱۹۷۹ (انگلیسی: ‎1979 Belgian Grand Prix‎) یک مسابقهٔ موتوری در رشتهٔ اتومبیل‌رانی فرمول یک بود که در تاریخ ۱۳ مهٔ ۱۹۷۹ در پیست زولده واقع در اوسدان-زولده، لیمبورگ، بلژیک برگزار شد. این گراند پری در میان ۱۵ گراند پری در فصل ۱۹۷۹، مسابقهٔ شمارهٔ ۶ بود.
در این مسابقه که در ۷۰ دور و به مسافت ۲۹۸٫۳۴۰ کیلومتر (۱۸۵٫۳۸۰ مایل) برگزار شد، پول پوزیشن توسط ژاک لافیت کسب شد و سریع‌ترین زمان برای طی یک دور پیست که برابر با ۱:۲۳٫۰۹ بود نیز توسط ژیل ویلنوو به ثبت رسید.
جودی شکتر از تیم فراری، ژاک لافیت از تیم لیجیه-فورد و دیدیه پرونی از تیم تایرل-فورد به‌ترتیب مقام‌های اول تا سوم مسابقه را کسب کردند.

## رده‌بندی قهرمانی پس از مسابقه
| جایگاه | راننده        | امتیاز  |
| ------ | ------------- | ------- |
| ۱      | ژاک لافیت     | ۲۴      |
| ۲      | جودی شکتر     | ۲۴ (۲۵) |
| ۳      | ژیل ویلنوو    | ۲۰      |
| ۴      | پاتریک دیپلر  | ۲۰      |
| ۵      | کارلوس روتمان | ۱۹ (۲۱) |
| منبع:  |               |         |

| جایگاه | سازنده      | امتیاز |
| ------ | ----------- | ------ |
| ۱      | فراری       | ۴۵     |
| ۲      | لیجیه-فورد  | ۴۴     |
| ۳      | لوتوس-فورد  | ۳۳     |
| ۴      | تایرل-فورد  | ۱۵     |
| ۵      | مک‌لارن-فورد | ۵      |
| منبع:  |             |        |

یادداشت
- تنها پنج جایگاه نخست از هر رده‌بندی نمایش داده شده است.